# ريد هايز
ريد هايز (بالإنجليزية: Red Hayes)‏ هو عازف كمان ‏ ومغن مؤلف أمريكي، ولد في 4 أبريل 1926، وتوفي في 2 مارس 1973.

## وصلات خارجية
- ريد هايز على موقع ميوزك برينز (الإنجليزية)
- ريد هايز على موقع ديسكوغز (الإنجليزية)